# 잉글우드랩
잉글우드랩 주식회사(영어: Englewood LAB)는 미국의 화장품 기업이다.

## 역사
2018년 코스메카코리아가 미국 뉴저지주 토토와시에 위치한 회사를 인수하였다.

## 주해
1. ↑  잉글우드랩의 대한민국 지사